# Maria d'Aragó i d'Alburquerque

Armes de Maria d'Aragó i d'Alburquerque

Maria d'Aragó (24 de febrer de 1403 - 18 de febrer de 1445), princesa d'Aragó i reina consort de Castella (1420-1445).
Filla segona de Ferran d'Antequera i la seva muller, Elionor d'Alburquerque, i germana per tant dels futurs reis Alfons el Magnànim i Joan el Sense Fe, així com dels infants d'Aragó a qui va donar suport a la Guerra dels Infants d'Aragó que aquests tingueren amb Álvaro de Luna y Jarana, favorit del seu marit, el rei Joan II de Castella.
El 4 d'agost de 1420 es va casar, a la catedral d'Àvila, amb el seu cosí Joan II de Castella, convertint-se així en la seva primera esposa. D'aquest matrimoni en nasqueren:
- la infanta Caterina de Castella (1422-1424)
- la infanta Elionor de Castella (1423-1425)
- l'infant Enric, futur rei de Castella Enric IV
- la infanta Maria de Castella (1428-1429)

L'octubre de 1441 va fundar la Reial Cartoixa de Nuestra Señora de Aniago.
Maria va morir el 18 de febrer de 1445 i està enterrada al  Panteó Reial del  Monestir de Guadalupe.